# Indischer Algenfresser
Der Indische Algenfresser oder auch Glimmerlabeo (Crossocheilus latius), auf Englisch Stone Roller or Gangetic Latia, ist eine Karpfenfischart aus dem asiatischen Raum.

## Beschreibung
Der Indische Algenfresser hat einen langgestreckten spindelförmigen Körper und eine bläulich bräunliche Grundfärbung. Die Fische können bis zu 15 Zentimeter groß werden.

## Vorkommen
Crossocheilus latius kommt in Südasien in Ländern wie Indien, Bangladesch, Myanmar, Nepal sowie Südchina vor. Man findet sie unter anderem im Einzugsgebiet des Ganges, Brahmaputra, Mahanadi, Krishna River, Teesta und Tista River an der Grenze zum Darjeeling Distrikt. Sie sind in Klarwasserflüssen heimisch, die vielerorts von Schmelzwasser gespeist werden.

## Haltung
Der Indische Algenfresser ist in der Aquarienhaltung beliebt, da er Algen vertilgt. Es wurde sogar beobachtet, dass er Pinselalgen frisst. Die Fische sind sehr lebhaft und haben als aktive Schwimmer einen gewissen Platzbedarf im Becken. Es wird von mindestens 100 Litern, besser aber noch 200 Litern oder mehr ausgegangen werden. Ideal ist sandiger, steiniger oder kiesiger Grund mit einer mittelstarken Strömung bei einer Wassertemperatur von 18 bis 24 °C. Ihre starke Agilität und ihr Fluchtverhalten erschwert häufig das Herausfangen. Vor allem frühmorgens  springen sie gerne. Der Indische Algenfresser kann in großen, mit Wasserpflanzen dicht bepflanzten Becken mit relativ weichem Wasser (ca. 200 µS) und neutralem pH-Wert gehalten werden. Die Fische, die sich erst in Gruppen von fünf bis acht Tieren wohl fühlen, ernähren sich überwiegend von Algen, nehmen aber auch gerne Futtertabletten auf. Wird also zu stark zugefüttert, nimmt ihr Verhalten ab, den Algenbestand kurz zu halten. In Gesellschaftsbecken zeigten sie bei entsprechender Größe häufig Aggression innerhalb der eigenen Gruppe sowie auch gegenüber anderen Arten in Form von Futterkonkurrenz und Territorialverhalten.